# Az Oakland Seals játékosainak listája
Az Oakland Seals egy profi jégkorongcsapat volt a National Hockey League-ben 1967–1970 között. A lista azokat a játékosokat tartalmazza, akik legalább egy mérkőzésen jégre léptek a csapat mezében.

Tartalomjegyzék: 
| Ábécé szerinti tartalomjegyzék                      |
| --------------------------------------------------- |
| A B C D E F G H I J K L M N O P Q R S T U V W X Y Z |

## B
- Bob Baun
- Ron Boehm
- Barry Boughner
- Wally Boyer
- John Brenneman
- Charlie Burns

## C
- Larry Cahan
- Alain Caron
- Terry Clancy
- Jean Cusson

## D
- Bob Dillabough
- Kent Douglas

## E
- Gerry Ehman
- Aut Erickson

## F
- Tony Featherstone
- Norm Ferguson

## H
- Ted Hampson
- Jocelyn Hardy
- Billy Harris
- Ron Harris
- Bill Hicke
- Charlie Hodge
- Harry Howell

## I
- Earl Ingarfield

## J
- Gary Jarrett

## L
- François Lacombe
- Mike Laughton
- Bob Lemieux

## M
- Bert Marshall
- Dick Mattiussi
- Howie Menard
- Wayne Muloin

## N
- Neil Nicholson

## O
- Don O'Donoghue
- Gerry Odrowski

## P
- Brian Perry
- Larry Popein
- Tracy Pratt

## R
- Doug Roberts
- Len Ronson

## S
- Gary Smith
- George Swarbrick
- Joe Szura

## T
- Tom Thurlby

## U
- Gene Ubriaco

## V
- Carol Vadnais

## W
- Bryan Watson
- Chris Worthy